# Чекалин, Александр Алексеевич
Алекса́ндр Алексе́евич Чека́лин (род. 6 сентября 1947, Верея, Московская область) — российский деятель правоохранительных органов и государственный деятель, Герой Российской Федерации (2000). Генерал-полковник милиции (2001).

## Биография
С 1966 по 1968 год проходил службу в армии. Начал работу в милиции в 1969 году. В 1976 году окончил Всесоюзный заочный политехнический институт, в 1979 год]у — Всесоюзный юридический заочный институт, в 1989 году — Академию МВД СССР.
В 2000 году назначен заместителем министра внутренних дел Российской Федерации.
С 2001 по 2003 год возглавлял Службу общественной безопасности, с 2003 по 2004 год — Федеральную миграционную службу.
С июля 2004 по март 2008 года — первый заместитель Министра внутренних дел Российской Федерации.
В 2008—2017 годах — член Совета Федерации Федерального Собрания Российской Федерации — представитель от исполнительного органа государственной власти Удмуртской Республики (член Комитета Совета Федерации по обороне и безопасности).
Член центрального координационного совета политической партии «Единая Россия».

## Награды

### Государственные
- Герой Российской Федерации (2000)
- Орден «За заслуги перед Отечеством» III степени (2008)
- Орден «За заслуги перед Отечеством» IV степени (2004)
- Орден Почёта (2006)
- Орден Дружбы (2006)
- Орден «Знак Почёта» (1986)
- Медали ордена «За заслуги перед Отечеством» I (1998) и II степеней (1995)
- другие медали
- Почётная грамота Правительства Российской Федерации (10 сентября 2007) — за заслуги в поддержании законности и правопорядка и высокие показатели в служебной деятельности[6]

### РПЦ
- Орден святого благоверного великого князя Димитрия Донского II степени (2007 год)[7]

### Звания
- Кандидат юридических наук[2].
- Заслуженный работник МВД.
- Почётный работник МВД.
- Почётный член Российской академии художеств[8]